# Рамасуха (смт)
Росомаха (рос. Росомаха) — селище міського типу, в Почепському районі Брянської області, Росія.
Населення селища становить 573 особи (2006; 564 в 2002).

## Географія
Селище розташоване на річці Рамасуха, правій твірній річки Гнила, лівої притоки Судості. Навколо простягаються березово-осикові ліси.

## Історія
Статус селища міського типу отримано в 1947 році.

## Економіка
В селищі раніше працював ліспромгосп, з 2007 року ведеться будівництво заводу з утилізації хімічної зброї.